# Mercedes GLE Coupé
Mercedes GLE Coupé – singel polskich raperów Bedoesa, Blachy, Kuqe’go oraz Flexxy’ego. Utwór pochodzi z drugiego albumu studyjnego Bedoesa, Kwiat polskiej młodzieży. Singel został wydany 30 listopada 2018.
Nagranie otrzymało w Polsce status złotego singla, przekraczając liczbę 10 tysięcy sprzedanych kopii.

## Geneza utworu i historia wydania
Utwór napisali i skomponowali Borys Przybylski, Maciej Balcerzak, Patryk Stefański, Łukasz Dziemiński oraz Jakub Salepa, który również odpowiada za produkcję utworu.
Singel ukazał się w formacie digital download 30 listopada 2018 w Polsce za pośrednictwem wytwórni płytowej SBM Label. Piosenka została umieszczona na drugim albumie studyjnym Beodesa – Kwiat polskiej młodzieży.

## Lista utworów
- Digital download[4]

1. „Mercedes GLE Coupé” – 3:33

## Certyfikaty
| Kraj          | Certyfikat  | Sprzedaż |
| ------------- | ----------- | -------- |
| Polska (ZPAV) | złota płyta | 10 000+  |